# 山形県道105号山辺中山線
山形県道105号山辺中山線（やまがたけんどう105ごう やまのべなかやません）は、山形県東村山郡山辺町と同郡中山町とを連絡する一般県道である。

## 路線データ
- 起点：山形県東村山郡山辺町
- 終点：山形県東村山郡中山町

## 路線状況
1983年（昭和58年）4月1日、山形県告示第564号により認定された。山形県道49号山形山辺線との交差点を起点とし、東日本旅客鉄道（JR東日本）左沢線の羽前山辺駅西側を通過し、長崎踏切で左沢線と交差、四本橋で小鶴沢川を渡り、国道112号・山形県道24号天童寒河江線との交差点へ至る。

## 地理

### 通過する自治体
- 山形県
  - 山辺町
  - 中山町

### 交差する道路
- 山形県道49号山形山辺線
- 山形県道177号羽前山辺停車場線
- 山形県道168号山辺船町線
- 国道458号
- 国道112号・山形県道24号天童寒河江線